# Jorge Monjo
Jorge Monjo (21 febbraio 1944) è un ex slittinista spagnolo. Ha gareggiato nella competizione del singolo maschile di slittino ai Giochi olimpici invernali del 1968.

## Partecipazioni olimpiche
| Competizione | Pos. | Data            | Città    |
| ------------ | ---- | --------------- | -------- |
| Singolo      | 43ª  | 4 febbraio 1968 | Grenoble |